# Pleiser Hügelland
Das Pleiser Hügelland (vereinzelt auch Pleiser Terrassenland), landläufig bekannter unter dem Namen Pleiser Ländchen, ist eine bis gut 235 m hohe Hügellandschaft im südlichen Nordrhein-Westfalen im Rhein-Sieg-Kreis und im Osten der Stadt Bonn, die das bis 461 m hohe Siebengebirge nach Norden und Nordosten sowie den nahebei um 300 m erreichenden Niederwesterwald nach Nordwesten abdacht. Durchflossen vom Pleisbach und Hanfbach, stößt es nach Norden an das Tal der Sieg und im Nordwesten mit seiner Teillandschaft Ennert an das Tal des Rheins.
Das Pleiser Ländchen wird, vom bewaldeten Höhenzug Ennert abgesehen, überwiegend ackerbaulich genutzt.

## Naturräumliche Einordnung
Naturräumlich gehört das Pleiser Hügelland – wie auch das sich westlich anschließende Siebengebirge (292.4) – zur Haupteinheit Unteres Mittelrheingebiet (292), dessen äußersten Nordosten es einnimmt, und trägt die Kennziffer 292.5. Das sich nordwestlich anschließende Tal des Rheins (Godesberger Rheintaltrichter) und das sich im westlichen Norden anschließende Tal der Sieg bis unmittelbar oberhalb Hennefs sind demgegenüber bereits Teillandschaften der Kölner Bucht (Haupteinheit 551), das Mittlere Siegtal (330.1) oberhalb Hennefs ist Teil des Mittelsieg-Berglandes (Haupteinheit 330) und die sich nach Südosten anschließende Asbacher Hochfläche (324.80) ist Teil des Niederwesterwaldes (324).
Der Geograph Heinrich Müller-Miny bezog das Pleiser Hügelland in die zum Unteren Mittelrheingebiet gehörende Mittelrheinische Gebirgsbucht als Bestandteil der großregionenübergreifenden Rheinischen Bucht ein.

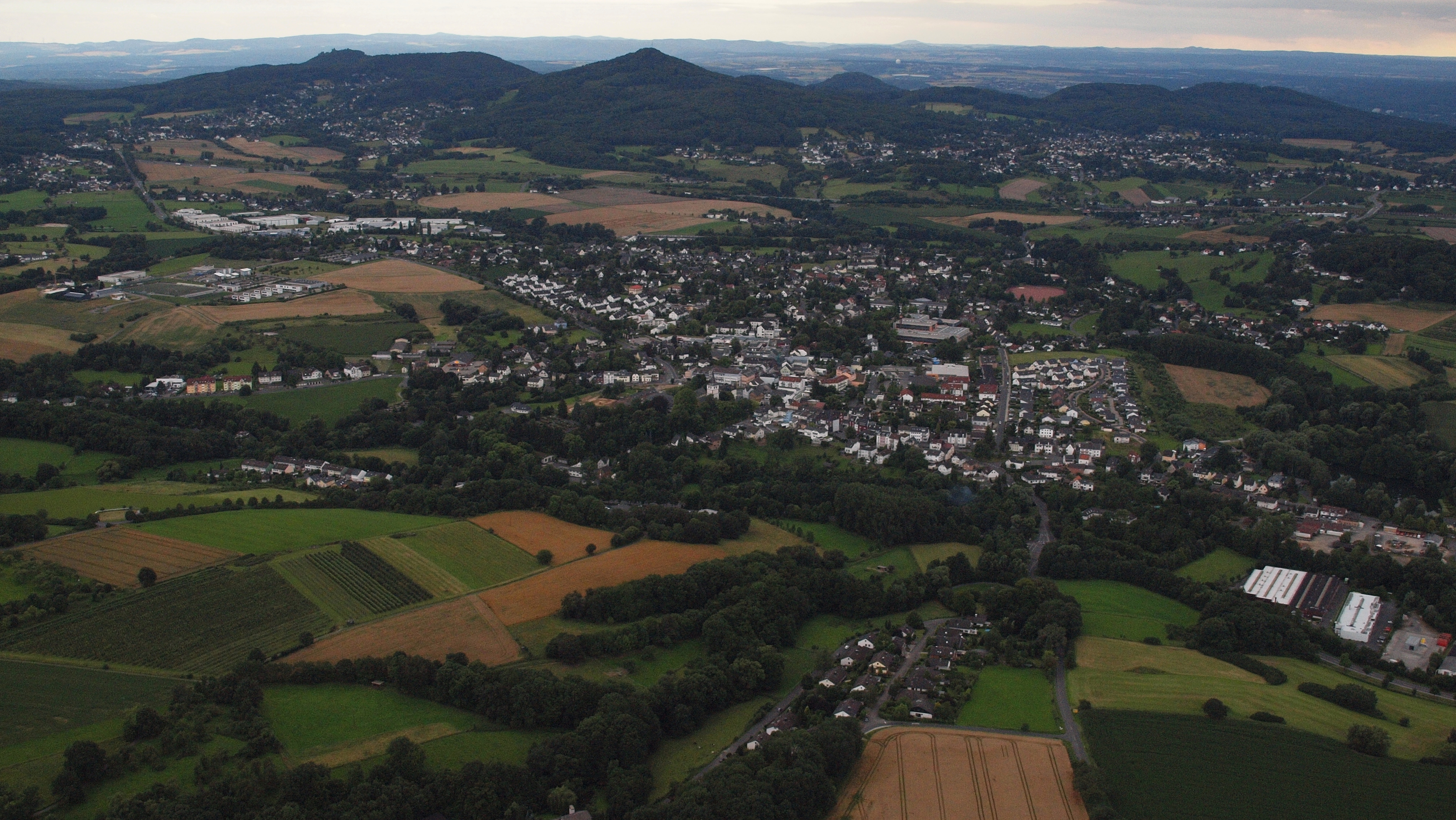
Pleiser Hügelland, im Vordergrund Oberpleis, im Hintergrund das Siebengebirge

## Geologie
Das durch die tief eingesenkten, nach Nordwesten weisenden Kastentäler von Hanf- und Pleisbach und deren Nebenbächen geprägte Pleiser Hügelland ist mit Löss, Lösslehm und Tuffen bedeckt. Daneben spielen Terrassenschotter und tertiäre Sande und Tone eine gewisse Rolle. Unterbrochen wird diese Struktur durch gelegentliche Basalt-Durchbrüche. In und an der Teillandschaft Ennert wurde in der Zeit von etwa 1809 bis 1875 intensiv Braunkohlebergbau mit Alaungewinnung betrieben.

## Orte
Das Pleiser Ländchen liegt in seinem Nordwesten im Bonner Stadtbezirk Beuel und nimmt dort mit dem Ennert die Ortsteile Hoholz, Holtorf (mit Oberholtorf, Niederholtorf und Ungarten) und Holzlar (mit Kohlkaul, Roleber, Gielgen und Heidebergen) ein.
Der überwiegende Teil des Pleiser Ländchen liegt im Rhein-Sieg-Kreis und dort in seinem Südwesten im Nordosten der Stadt Königswinter und in seinem Nordosten im Südwesten der Stadt Hennef und im Südosten der Stadt Sankt Augustin.
Dichter besiedelt sind neben dem Stadtgebiet von Bonn und dem Übergang zum Siegtal die im Süden, am Rande des Siebengebirges gelegenen Ortsteile von Königswinter Thomasberg und (am Ölberg) Ittenbach sowie jenseits der A3 Oberpleis.

## Naturparks und Naturschutzgebiete
Der Westen des Pleiser Ländchens gehört zum Naturpark Siebengebirge, der Osten zum Naturpark Bergisches Land. Der im Süden gelegene Königswinterer Ortsteil Oberpleis liegt in keinem Naturpark.
Der überwiegend bewaldete Höhenzug Ennert gehört zum Naturschutzgebiet Siebengebirge (Teilgebiet Ennert). Im Nordosten ist das Tal des Adscheider Baches Teil des NSG Ahrenbachtal und Adscheider Tal, welches bis in den Norden der Asbacher Hochfläche reicht.
Kleinere Naturschutzgebiete sind das NSG Eisbachtal mit Nebensiefen  bei Oberpleis, das "NSG Pleisbach" (SU-100) und nördlich das "NSG Rotter Hardt und Morbach" (SU-103), im Süden und Westen gehören zudem Randbereiche des Pleiser Hügellandes zum Kerngebiet des 1922 gebildeten "NSG Siebengebirge".

## Berge
Zu den markanteren Erhebungen des Pleiser Hügellandes gehören:
- Limperichsberg (gut 235 m, zwischen Thomasberg und Heisterbacherrott), ehemaliger Steinbruch
- Scharfenberg (233 m, nördlich von Thomasberg), ehemaliger Steinbruch
- Löhberg (220,4 m, nördlich von Hartenberg)
- Hinsberg (201,2 m, nordwestlich von Oberpleis)
- Ennert (bis 195,3 m, äußerster Westen)
  - Paffelsberg (195,3 m, Süden)
  - Ennert (152 m, äußerster Nord(west)en) im gleichnamigen Höhenzug und Landschaftsteil.

## Flüsse
Die wichtigsten und gleichzeitig einzigen nennenswerten Fließgewässer des Pleiser Hügellandes sind der Pleisbach und der Hanfbach, die beide nach Nord(nord)westen der Sieg zufließen.